# Hyles albeola
Hyles albeola är en fjärilsart som beskrevs av Stauder. 1913. Hyles albeola ingår i släktet Hyles och familjen svärmare. Inga underarter finns listade i Catalogue of Life.